# Taishi Kakka no Ryōrinin
Taishi Kakka no Ryōrinin (japanisch 大使閣下の料理人, auch Le Chef Cuisinier de L’Ambassadeur, dt. beides „Der Küchenchef des Botschafters“) ist eine Mangaserie von Autor Mitsuru Nishimura und Zeichner Hiroshi Kawasumi. Sie erschien von 1998 bis 2006 in Japan und wurde 2015 als Fernsehfilm umgesetzt. Das Werk handelt von einem Koch, der in der japanischen Botschaft in Vietnam arbeitet, und ist in die Genres Gourmet und Seinen einzuordnen.

## Inhalt
Kō Ōsawa arbeitet in einem feinen Tokioter Hotel als Koch. Doch als ihm eines Tages das Angebot erreicht, in der japanischen Botschaft in Vietnam zu kochen, ergreift er die Gelegenheit zu einer beruflichen Abwechslung, lässt seine Familie in Japan zurück und nimmt die Stelle an. An seinem neuen Arbeitsplatz muss Kō sich mit Unterstützung seiner Assistentin Hoa Minh zunächst an die anderen Gegebenheiten, Bräuche und die Küche gewöhnen. Dabei tritt er zunächst in manches Fettnäpfchen und erfährt die Auswirkung von Vorurteilen oder der Unkenntnis über sein Gastland. Mit der Hilfe von Hoa Minh und dem Straßenmädchen Ain gelingt es Kō nach einiger Zeit, sich dem Land anzupassen und mit eigenen Kreationen seinen Arbeitgeber zufrieden zu stellen.

## Entstehung und Veröffentlichung
Autor Mitsuru Nishimura arbeitete selbst lange Zeit als Koch – ähnlich wie sein Protagonist zunächst in einem japanischen Hotel und den 1990er Jahren in den japanischen Botschaften in Brunei und Vietnam. Die Serie erschien von 1998 bis 2006 im Magazin Morning beim Verlag Kodansha. Dieser brachte die Kapitel auch gesammelt in 25 Bänden heraus. Der Manga erschien in chinesischer Übersetzung bei Sharp Point Press in Taiwan.

## Verfilmung
Nach einem Drehbuch von Yoshihiro Izumi und unter der Regie von Yūichi Satō entstand eine Verfilmung des Mangas für das japanische Fernsehen. Für die Hauptrolle wurde Shō Sakurai verpflichtet, in weiteren Rollen waren Gōriki Ayame, Nishida Toshiyuki, Okura Koji, Shigeaki Kato und Hirosue Ryoko zu sehen. Produzent war Masataka Takamaru. Der Film wurde am 3. Januar 2015 von Fuji TV ausgestrahlt.

## Rezeption
Der Zeichner Hiroshi Kawasumi wurde für seine Arbeit an Taishi Kakka no Ryōrinin mit dem 30. Chiba-Tetsuya-Preis ausgezeichnet, weil er mit seinen Zeichnungen anders als in gewöhnlichen Koch-Mangas die Herzen der Menschen bewege. Die Animania schreibt dem Manga neben der Unterhaltung auch eine Bildungsfunktion zu. So sollte er Japaner, die beruflich ins Ausland gingen, für ein rücksichtsvolles und tolerantes Benehmen in den Gastländern sensibilisieren. Dabei vermittle die Geschichte auch viele landeskundliche und natürlich kulinarische Informationen über Vietnam. Typisch für das Genre werden die Gerichte detailliert und verführerisch dargestellt. Der Zeichenstil dagegen entspräche eher dem Geschmack älterer Leser, sei textlastig und die Seitengestaltung unübersichtlich. Auch die bisweilen eingeschobenen Ausflüge in die hohe Politik würden den Lesegenuss trüben.